# Marche verte
Pour l’article homonyme, voir Patrouille de la Marche verte.

La Marche verte (en arabe : المسيرة الخضراء, en amazigh : ⵜⴰⵡⴰⴷⴰ ⵜⴰⵣⴳⵣⴰⵡⵜ Tawada Tazegzawt) est une grande marche coordonnée par l'armée et le gouvernement marocain, et partie du Maroc le 6 novembre 1975 vers le Sahara espagnol (ou Sahara occidental), lancée par le roi marocain Hassan II dans le but d'en prendre le contrôle, car considéré par le Maroc comme faisant historiquement partie du Sahara marocain. Elle mobilise 350 000 volontaires civils marocains.

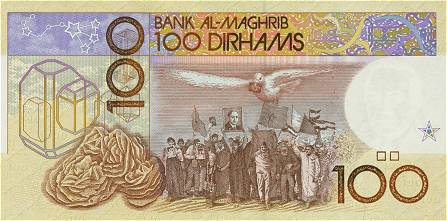
Billet de banque de 100 dirhams à l'effigie du roi Hassan II et commémorant la Marche verte.

La Marche a fait suite à l'avis consultatif de la Cour internationale de justice rendu sur demande de Hassan II, cet avis ne reconnaissant aucun lien historique de possession des terres du Sahara occidental par la monarchie chérifienne mais uniquement, et partiellement, des liens d'allégeances. La marche est alors condamnée par la résolution 380 du Conseil de sécurité de l'ONU, qui considère que celle-ci contourne la décision rendue par la CIJ trois semaines plus tôt.
Le Sahara occidental est un territoire contrôlé à 80% par le Maroc et à 20% par le Front Polisario. La légitimité de la prise de contrôle de facto de la majorité du territoire par le Maroc n'est pas reconnue par l'ONU, qui ne reconnaît pas non plus la légitimité de la proclamation de République arabe sahraouie démocratique (RASD) en 1976 par le Front Polisario,. 
Les Forces armées royales marocaines, peu avant, étaient intervenues dans l'Est du territoire pour contrôler plusieurs points stratégiques et, le moment venu, ont été présentes autour de volontaires marocains.
Le 6 novembre est devenu le jour d'une fête nationale au Maroc.

## Contexte
Depuis son indépendance en 1956, le Maroc revendique le territoire du Sahara espagnol. En août 1974, l'Espagne, qui souhaite se retirer, annonce l'organisation d'un référendum d'autodétermination pour 1975. Le Maroc s'oppose à tout référendum qui pourrait conduire à l'indépendance du territoire et demande à la Cour internationale de justice de statuer sur sa revendication. Le lendemain, la Cour internationale de Justice rend son avis : elle reconnaît que le territoire du Sahara occidental n'était pas terra nullius avant la colonisation par l'Espagne et qu'il avait des liens juridiques d'allégeance avec le Maroc et l'ensemble mauritanien. Cependant, elle ne constate aucun lien de souveraineté territoriale. Elle conclut que ces liens ne sont pas de nature à entraver « l'application du principe d'autodétermination grâce à l'expression libre et authentique de la volonté des populations du territoire ».
La Marche verte est un « coup de poker » de Hassan II pour rétablir ou établir — selon les points de vue — la souveraineté du Maroc sur le Sahara occidental, dans un contexte de plus en plus défavorable[réf. nécessaire]. Dans les heures qui suivent la publication de l'avis de la CIJ, il annonce aux Marocains que celle-ci a conclu en faveur du Maroc, et qu'il est temps de prendre possession du territoire en y marchant pacifiquement. En montrant à l'Espagne que son pays est déterminé à reprendre les « territoires du Sud », il veut contraindre celle-ci à choisir entre des négociations directes de cession ou une confrontation avec des civils sans armes, ce qui déclencherait une guerre pour un territoire dont elle ne veut plus. En occupant physiquement le terrain, il cherche également à contrer le Front Polisario sur place et à dissuader l'Algérie d'intervenir.
Selon le journal Orient XXI, Hassan II et Alexandre de Marenches, directeur du Service de documentation extérieure et de contre-espionnage français (SDECE) auraient imaginé la « marche verte » comme moyen de mobilisation du peuple marocain autour de son monarque. Elle aurait permis également à ce dernier de se débarrasser d’une partie de l’armée marocaine, perçue comme une menace potentielle.
Le contexte est aussi marqué depuis fin octobre par l'agonie du général Franco qui transféra ses pouvoirs de chef d'État par intérim à Juan Carlos le 30 octobre 1975.
Selon Jacob Mundy, dans Le Monde diplomatique, quelques jours avant la Marche, le 31 octobre 1975, un détachement des Forces armées marocaines (FAR) commandé par Ahmed Dlimi s'infiltre dans l'extrême Nord-Est du territoire, afin de déjouer une contre-offensive possible de l'Algérie. Il occupe les localités de Farsia, Haousa et Jdiriya (en). D'après l'hebdomadaire marocain Telquel, les FAR étaient bel et bien présentes dès le 31 octobre 1975 pour sécuriser et occuper « plusieurs points stratégiques », et les FAR ont été aussi là « pour mater les guérilleros du tout jeune Front Polisario ».

## Déroulement de la Marche verte

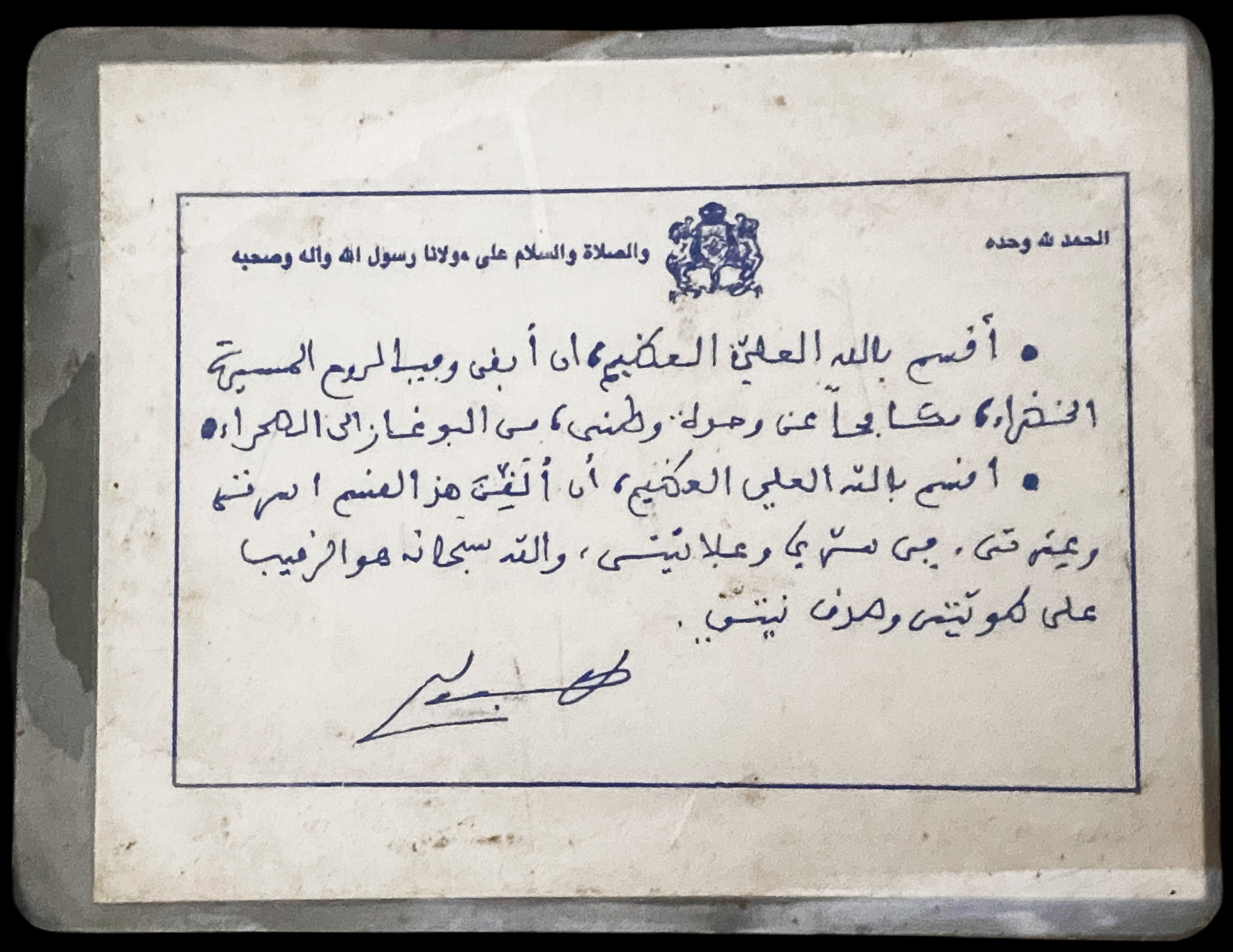
Le serment d'Hassan II à la Marche verte, sur une carte donnée aux volontaires.

Hassan II sollicite le départ de 350 000 volontaires civils marocains en direction du Sahara espagnol, duquel l'Espagne ne s'était pas encore retirée.
Les volontaires, désarmés et portant chacun un Coran et un drapeau national, entourés par 20 000 soldats des Forces armées royales, pénètrent dans le Sahara occidental le 6 novembre. Trois jours après, Hassan II les appelle à revenir, « ses objectifs politiques et symboliques [étant] atteints ».
Selon un rapport secret déclassifié de la CIA, le prince Juan Carlos d'Espagne aurait affirmé que Rabat et Madrid avaient au préalable convenu que les marcheurs marocains ne devaient entrer seulement à « quelques kilomètres » dans le Sahara Occidental et ne devaient rester que pendant un court laps de temps. Le prince aurait ajouté qu'il avait également autorisé une délégation symbolique marocaine à entrer dans la capitale Laâyoune.

## Conséquences
Devant le fait accompli, l'Espagne négocie alors avec le Maroc et la Mauritanie, et les trois pays signent les accords de Madrid prévoyant le transfert de la souveraineté des deux tiers septentrionaux du territoire (Seguia el-Hamra) au Maroc et le tiers sud restant (Oued Ed-Dahab-Lagouira) à la Mauritanie.
Pour commémorer cet événement, le 6 novembre est devenu le jour d'une fête nationale au Maroc. Cette date se retrouve également dans un odonyme, notamment à Casablanca : « Avenue du 6 Novembre 1975 ».
Pour célébrer le 40e anniversaire de la marche verte, d'anciennes gloires du football mondial se sont retrouvées pour un match de gala au stade Sheikh Mohamed Laghdaf, à l'instar de Diego Maradona, Abedi Pelé, George Weah.